# Atentado na Indonésia em setembro de 2004
O Atentado na Indonésia em setembro de 2004 foi um ataque terrorista ocorrido na Indonésia, país no sudeste do continente asiático, em 9 de setembro de 2004. O atentado ocorreu em frente a embaixada da Austrália, com a explosão de um carro-bomba, o que acabou por abrir uma cratera na rua. Morreram nove pessoas, todas indonésias. O grupo terrorista Jemaah Islamiyah assumiu a autoria do atentado.